# Survival of the Dead
Survival of the Dead is een Amerikaanse horrorfilm uit 2009 onder regie van George A. Romero. Het is het zesde en laatste deel in de Night of the Living Dead-filmserie.

## Verhaal
Op Plum Island staan twee families tegenover elkaar met verschillende ideeën over hoe om te gaan met de ondoden. De O'Flynns willen het eiland zombievrij maken, terwijl de Muldoons hun getroffen familie en vrienden willen isoleren tot er een geneeswijze wordt gevonden voor hun aandoening.

## Rolverdeling
- Alan van Sprang: Sarge "Nicotine" Crockett
- Kenneth Welsh: Patrick O'Flynn
- Kathleen Munroe: Janet O'Flynn/Jane O'Flynn
- Devon Bostick: Boy
- Richard Fitzpatrick: Seamus Muldoon
- Athena Karkanis: Tomboy
- Stefano Di Matteo: Francisco
- Joris Jarsky: Chuck
- Eric Woolfe: Kenny McDonald
- Julian Richings: James O'Flynn
- Wayne Robson: Tawdry O'Flynn
- Joshua Peace: D.J.
- George Stroumboulopoulos: Talk Show Host